# بلافتن (اوهایو)
بلافتن (به انگلیسی: Bluffton) یک روستا در ایالات متحده آمریکا است که در اوهایو واقع شده‌است. بلافتن ۹٫۳۸ کیلومتر مربع مساحت و ۴٬۱۲۵ نفر جمعیت دارد و ۲۵۴ متر بالاتر از سطح دریا واقع شده‌است.